# Чайкине (Джанкойський район)
Ча́йкине (до 1945 року — Кючук-Тархан, крим. Küçük Tarhan) — село в Україні, Джанкойського району Автономної Республіки Крим. Населення становить 1 119 осіб. Орган місцевого самоврядування — Чайкинська сільська рада.

## Географія
Чайкіно — село на північному сході району, в степовому Криму, на Сивашському півострові Тюп-Тархан, висота над рівнем моря — 8 м. Найближчі села: Митюрине — за 6,5 кілометра на південний захід і Перепілкине за 7,5 км на південь. Відстань до райцентру — близько 21 кілометр, там же найближча залізнична станція.

## Історія
Час виникнення села Малий Тархан за достовірними джерелами поки не встановлено, за непідтвердженими даними — це 1926 рік, але, мабуть, це сталося трохи раніше, оскільки згідно Списку населених пунктів Кримської АРСР за Всесоюзним переписом від 17 грудня 1926 року, в хуторі Тархан Малий, Акчоринської (татарської) сільради Джанкойського району, значилося 3 двори, всі селянські, населення становило 11 осіб, всі татари. Зустрічається також в указі Президії Верховної Ради Російської РФСР від 18 травня 1948 року, згідно з яким Малий Тархан Джанкойського району перейменували в Чайкине. На території села знаходився колгосп «III Інтернаціонал», який у 1941 році був перейменований в колгосп «Новий Шлях» (з центральною садибою в селі Зарічне), в 1956 р — в колгосп імені Калініна, в 1965 р — в радгосп «Зарічний», відділення N9 4 — с. Чайкине.
1 липня 1972 р утворений радгосп «Чонгарський» з площею сільгоспугідь — 5,3 тис., В тому числі орних земель — 3 тис. га. Господарство спеціалізувалося на вирощуванні зернових, великої рогатої худоби та овець.
На 1977 рік село входило до складу Зарічненської сільради, Чайкинська була утворена пізніше. В 1977 р. побудована школа на 640 місць, дитячий садочок на 140 місць, торговий центр, 4 вісімнадцятиквартирних будинки, Будинок культури на 400 місць, проведено газифікацію селища, побудовані очисні споруди, центральна котельня.
Працювали гараж, майстерня, машинний двір, критий тік, ферма на 400 голів, відгодівельний пункт, лінії електропередач, пробурена артезіанська свердловина.
Побудовано магазин, фельдшерсько-акушерський пункт, клуб.
На території села розташовані загальноосвітня школа I—III ступенів, де навчаються 178 учнів і працюють 19 вчителів; Будинок культури, побудований в 1992 р.; бібліотека з 13 тис. примірників книг, створена в 1955 р (з 1962 р завідувач О. Г. Козлова). Працює підготовча група дитячого садка на 20 місць.
Працюють СГ ТОВ «Чонгарський», що спеціалізується на вівчарстві, вирощуванні зернових культур; 2 фермерських господарства, які займаються, в основному, вирощуванням зернових. Зі своєї продукції випікають хліб.
У 1976—1995 рр. радгосп «Чонгарський» очолював Л. І. Четверик. За роки його роботи зріс добробут села і його мешканців. За сумлінну працю він нагороджений медалями «За доблесну працю» та «Ветеран праці».
У 1985 р в честь воїнів-визволителів у селі встановлено пам'ятний знак — літак-бомбардувальник Іл-28.

## Фотогалерея

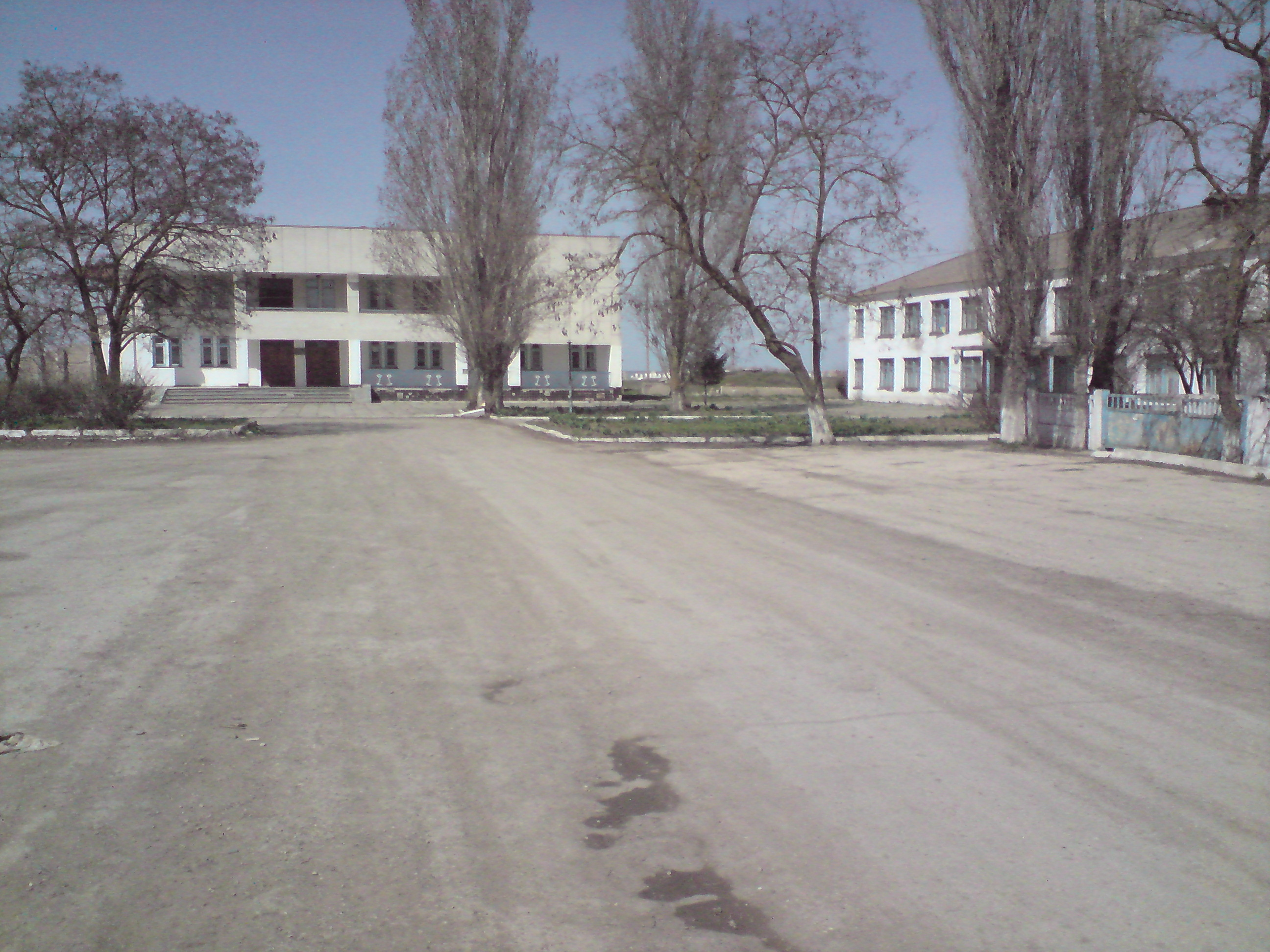
Будинок культури (зліва) і будівля контори (праворуч).
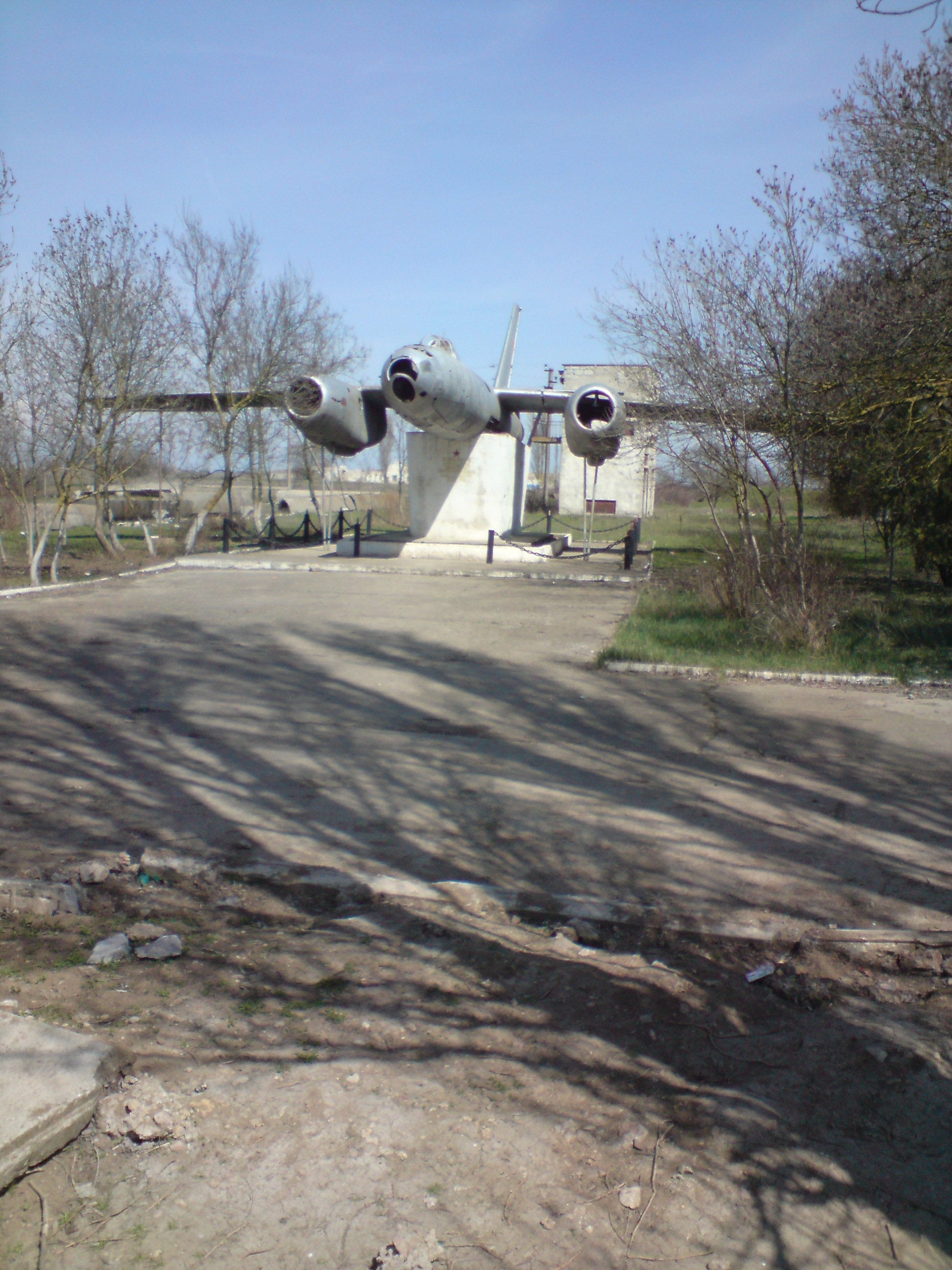
У 1985 році на честь воїнів-визволителів у селі був встановлений пямятний знак - літак бомбардувальник ІЛ-28